# Fun Size
Pour plus de détails, voir Fiche technique et Distribution.
Fun Size, ou Nuit folle au Québec, est un film américain réalisé par Josh Schwartz et sorti en 2012 au cinéma aux États-Unis.
Il met en vedette Victoria Justice, Jane Levy, Thomas Mann, Chelsea Handler, Thomas McDonell et Jackson Nicoll dans les rôles principaux. L'intrigue du film raconte la soirée d'une jeune fille contrainte de partir à la rechercher de son petit frère qu'elle a perdu lors d'une soirée d'Halloween.

## Synopsis
Wren, une adolescente sarcastique, est invitée par un garçon à venir fêter Halloween chez lui mais elle se voit contrainte de garder son petit frère durant la nuit. Ce dernier disparaît subitement lors de la chasse aux bonbons. Wren doit absolument le retrouver avant que leur mère ne revienne de soirée.

## Fiche technique
- Titre original et Français : Fun Size
- Titre québécois : Nuit folle
- Réalisation : Josh Schwartz
- Scénario : Max Werner
- Direction artistique : Lauren Fitzsimmons
- Décors : Jennifer Lukehart
- Costumes : Eric Daman
- Photographie : Yaron Orbach
- Son : Darin Heinis
- Montage : Michael L. Sale
- Musique : Deborah Lurie
- Production : Josh Schwartz, David Kanter, Bard Dorros et Stephanie Savage
- Sociétés de production : Nickelodeon Movies, Anonymous Content et Fake Empire
- Société de distribution : Paramount Pictures
- Pays d’origine :  États-Unis
- Langue originale : Anglais
- Format : Couleur - 2,35:1 - son Dolby Digital
- Genre : Comédie
- Durée : 86 minutes
- Dates de sortie : 
  -  États-Unis : 26 octobre 2012
  -  Québec : 26 octobre 2012
  -  France : 10 avril 2013 (directement en DVD)
- Classification : 
  -  États-Unis : PG-13 (déconseillé aux moins de 13 ans, accord parental souhaitable)
  -  Québec : G (tout public)
  -  France : Accord Parental

## Distribution
- Victoria Justice (VF : Sandra Valentin) : Wren DeSantis
- Jane Levy (VF : Karine Foviau) : April Martin-Danzinger-Ross
- Thomas Mann (VF : Gabriel Bismuth-Bienaimé) : Roosevelt Leroux
- Chelsea Handler : Joy DeSantis
- Thomas McDonell : Aaron Riley
- Jackson Nicoll : Albert DeSantis
- Osric Chau : Peng
- Josh Pence (VF : Damien Boisseau) : Keevin
- Johnny Knoxville (VF : Emmanuel Curtil) : Jörgen
- Riki Lindhome : Denise
- Abby Elliott : Lara
- Thomas Middleditch (VF : Alexis Tomassian) : Manuel
- Ana Gasteyer : Jackie Leroux
- Kerri Kenney-Silver (VF : Danièle Douet) : Barb Leroux
- Holmes Osborne : Mr. Brueder
- Annie Fitzpatrick : Mrs. Brueder
- James Pumphrey (VF : Laurent Morteau) : Nate Brueder
- Peter Navy Tuiasosopo (en) : Mr. Mahani

Sources V. F. : RS Doublage

## Production
En janvier 2011, il est annoncé que Josh Schwartz, notamment connu pour être le créateur de Gossip Girl et Chuck, allait réaliser son premier film. Victoria Justice est la première à rejoindre le casting en tant que personnage principal au printemps 2011, parallèlement, Jane Levy rentre en discussions pour intégrer le casting. En juin 2011, il est annoncé que Chelsea Handler intègre le casting dans le rôle de la mère de l’héroïne.
Le film a été tourné à Cleveland dans l'État de l'Ohio aux États-Unis.
La première bande-annonce a été révélée le 28 juin 2012. Le film est sorti au cinéma 26 octobre 2012 aux États-Unis. En France, il est sorti directement en dvd le 10 avril 2013.

## Accueil

### Box-Office
Le film est un échec au box-office américain, ne récoltant que 9 millions de dollars. Le film est aussi un échec à l'étranger avec seulement 2 millions de dollars de récolté. En tout, le film a récolté 11 millions de dollars.

### Critiques
Le film a reçu des critiques négatives, recueillant 25 % de critiques positives, avec une note moyenne de 4/10 sur la base de 72 critiques collectées sur le site agrégateur de critiques Rotten Tomatoes. Sur Metacritic, il obtient un score de 37/100 sur la base de 25 critiques collectées.

### Controverse
Certaines critiques ont reproché au film le fait qu'il soit une production Nickelodeon Movies, une société qui vise la famille et les enfants, mais qu'il aborde des sujets comme la drogue, l'alcool et le sexe ainsi que le fait que son humour soit parfois trop orienté vers les adolescents et les adultes.